# Kanton Créteil-Ouest
Kanton Créteil-Ouest is een voormalig kanton van het Franse departement Val-de-Marne. Kanton Créteil-Ouest maakte deel uit van het arrondissement Créteil en telde 26.330 inwoners (1999).
Het werd opgeheven bij decreet van 17 februari 2014 met uitwerking in maart 2015.

## Gemeenten
Het kanton Créteil-Ouest omvatte enkel en deel van de gemeente Créteil.